# تپه اوقماره‌سر
تپه اوقماره سر مربوط به دوران‌های تاریخی پس از اسلام است و در شهرستان نوشهر، بخش کجور، روستای کجور واقع شده و این اثر در تاریخ ۷ مرداد ۱۳۸۲ با شمارهٔ ثبت ۹۳۷۴ به‌عنوان یکی از آثار ملی ایران به ثبت رسیده است.